# Chiesa di San Martino Vescovo (Ispra)
La chiesa di San Martino Vescovo è la parrocchiale di Ispra, in provincia di Varese ed arcidiocesi di Milano; fa parte del decanato di Sesto Calende.

## Storia
Si sa che ad Ispra fu costruita una chiesa nel Medioevo, che venne poi riedificata nel XVII secolo. L'attuale parrocchiale, che ingloba parte di quella seicentesca, fu costruita tra il 1712 ed il 1742 e consacrata il 13 giugno 1749 da Casimiro Reina Bubens, vescovo titolare di Capsa e delegato dall'arcivescovo di Milano Giuseppe Pozzobonelli. Nel 1759 venne rifatto l'altar maggiore, nel 1909 furono terminati gli affreschi, nel 1892 l'altare del Crocifisso fu ridedicato a San Giuseppe. Nel 1904 l'altare di Sant'Antonio di Padova venne ridedicato al Sacro Cuore di Gesù. Nel 1938 fu smantellato il cimitero un tempo posto davanti alla chiesa. Infine, nel 1997 venne ristrutturato l'edificio e rifatto il pavimento.

## Galleria d'immagini

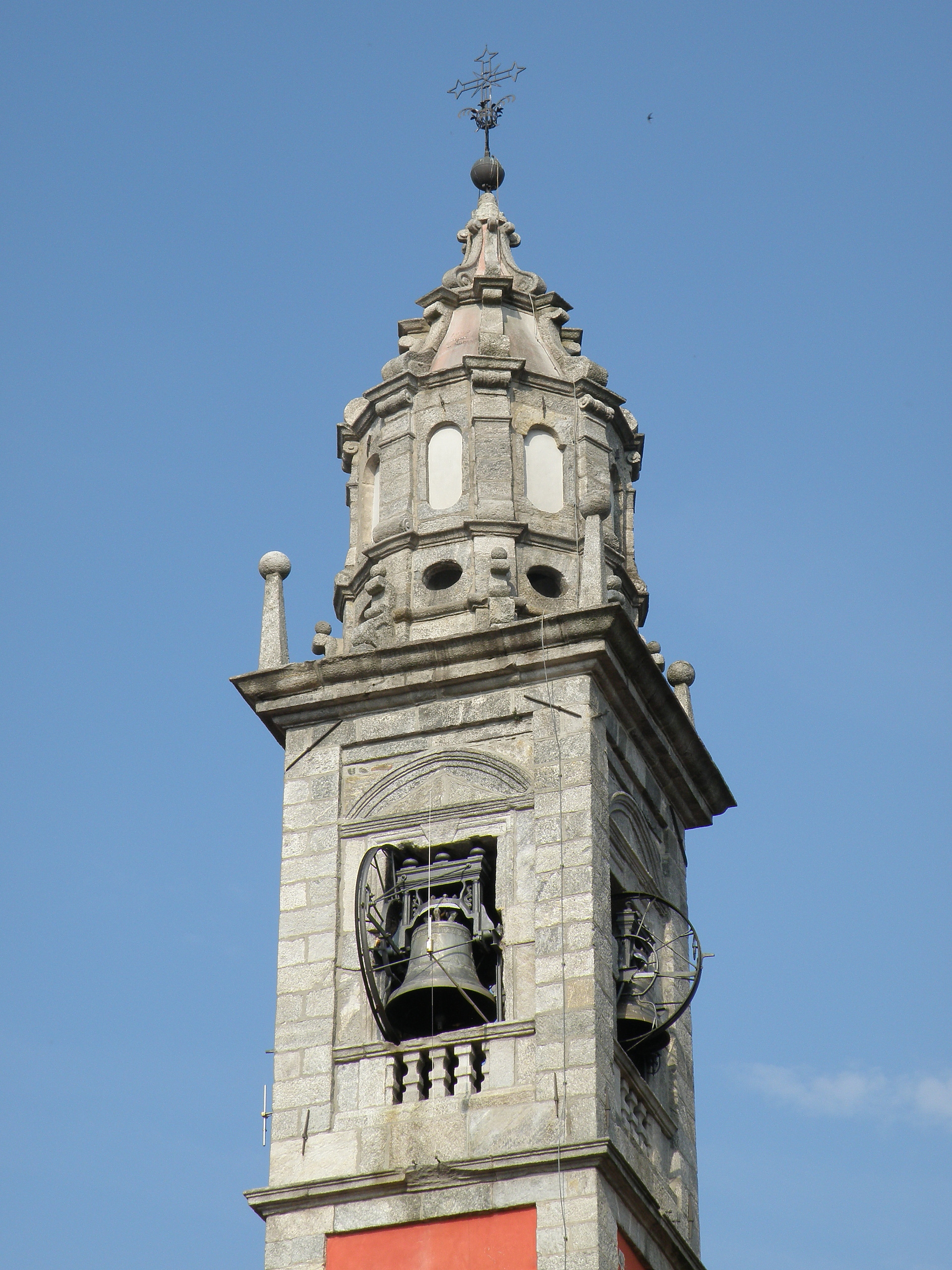
Il campanile
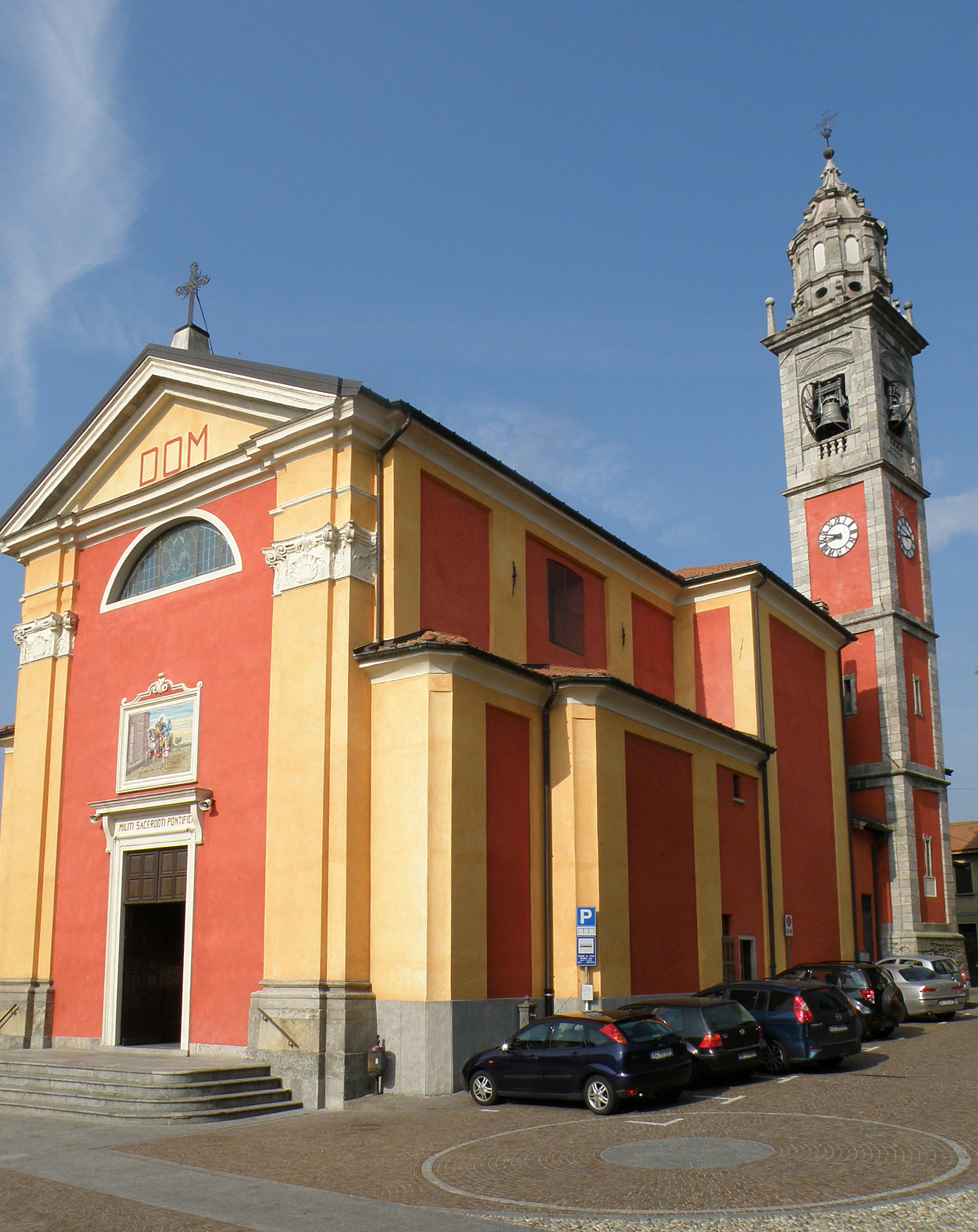
La chiesa
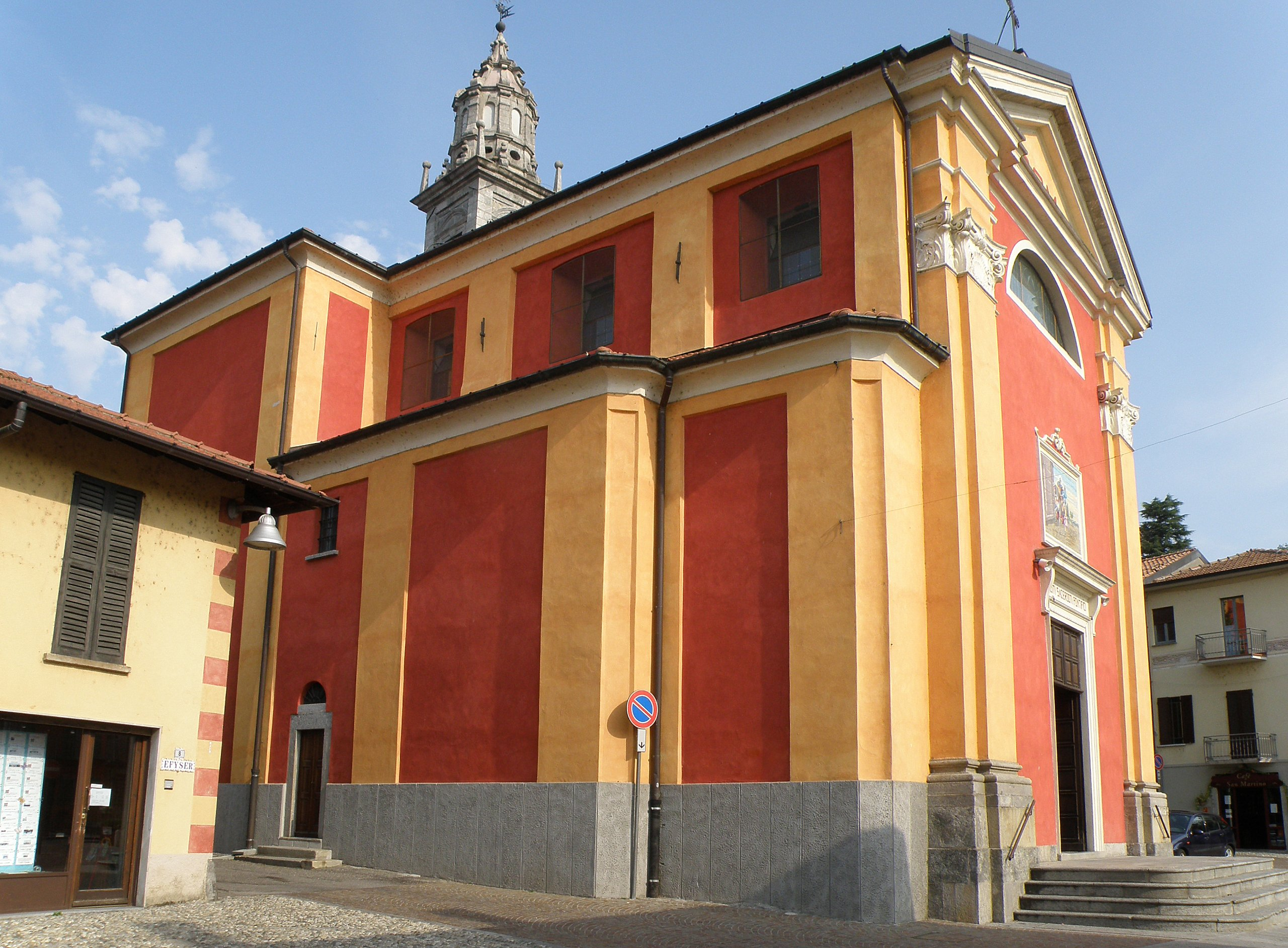
Altra veduta della chiesa
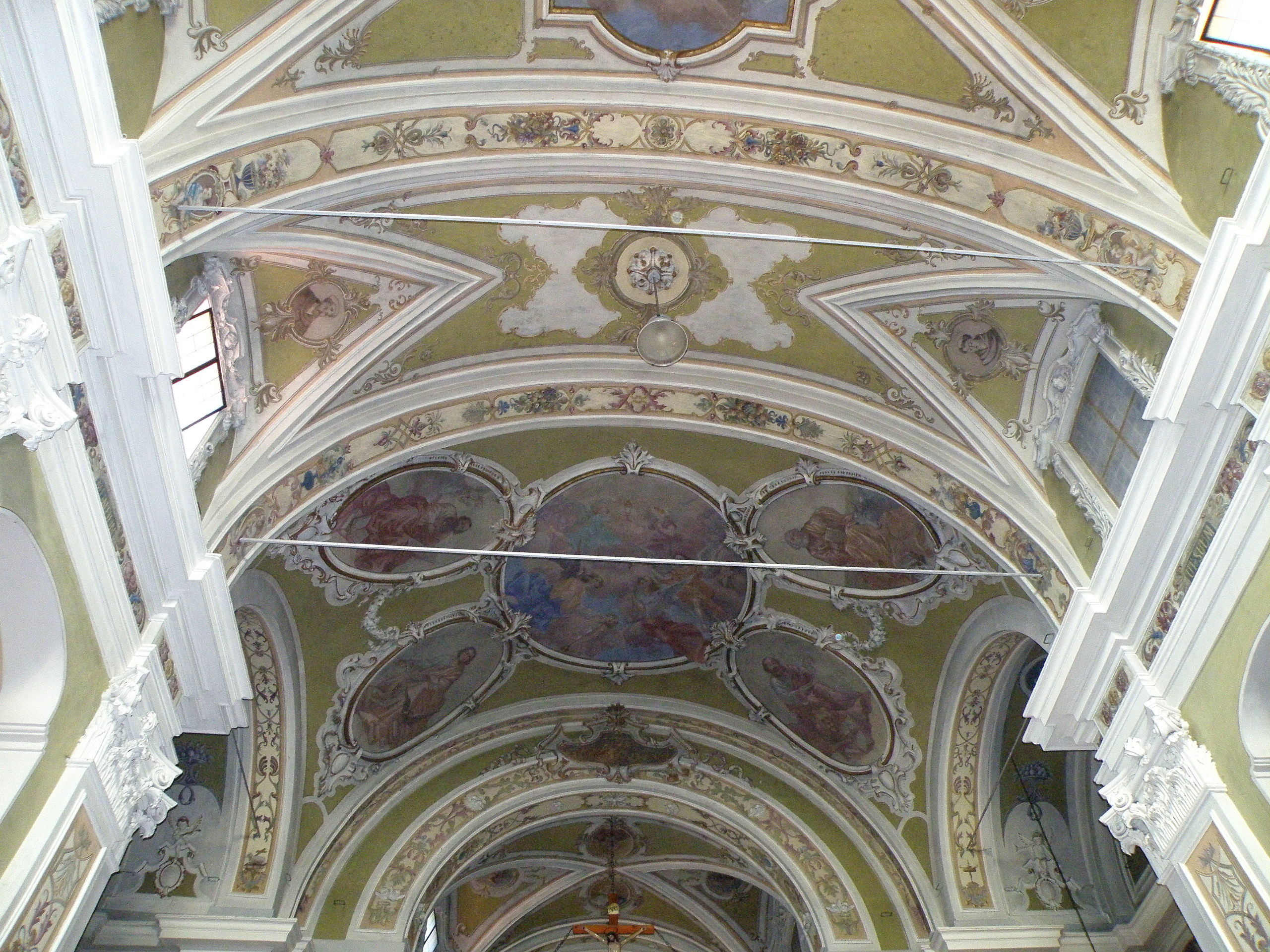
L'interno
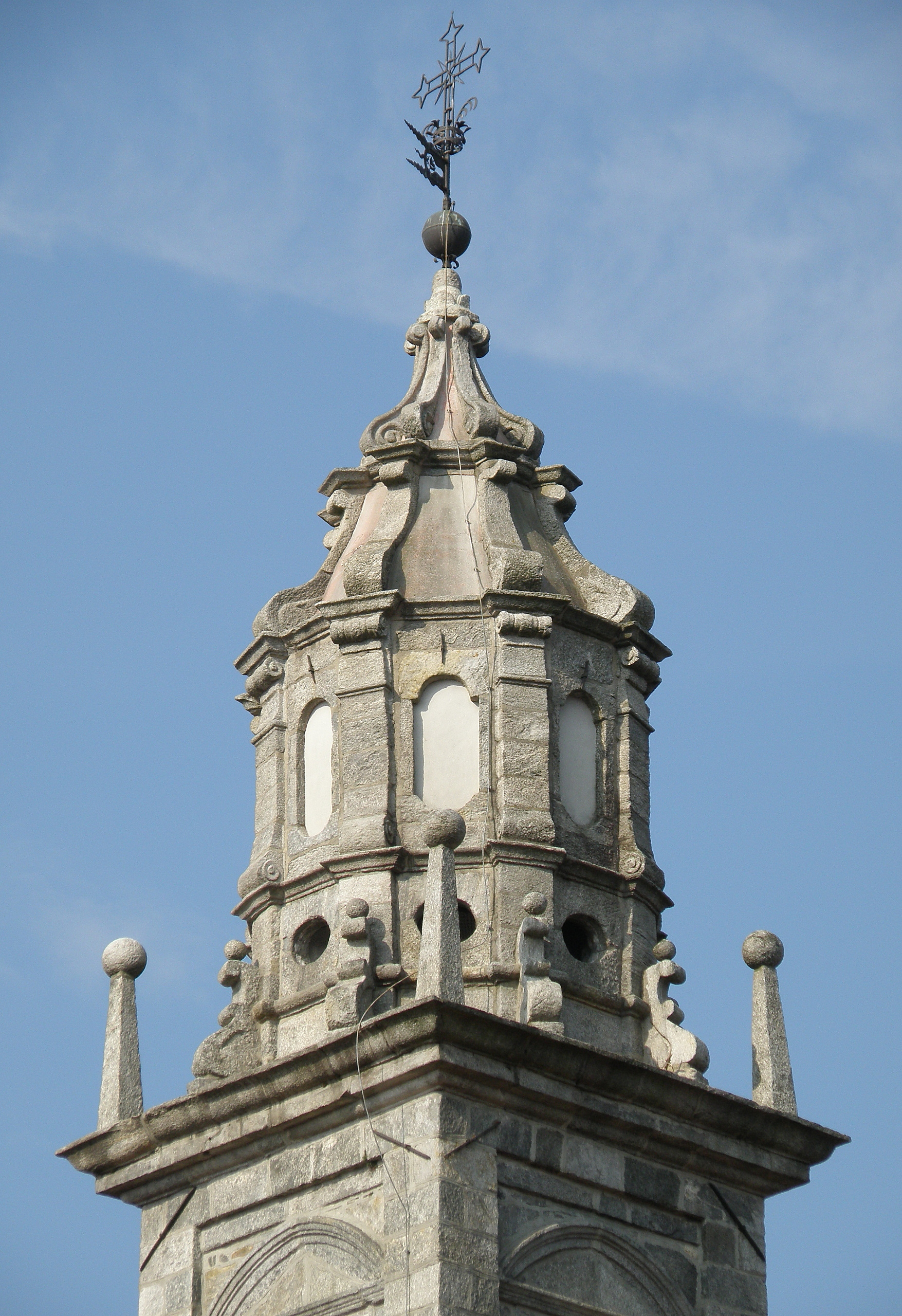
Il tetto del campanile
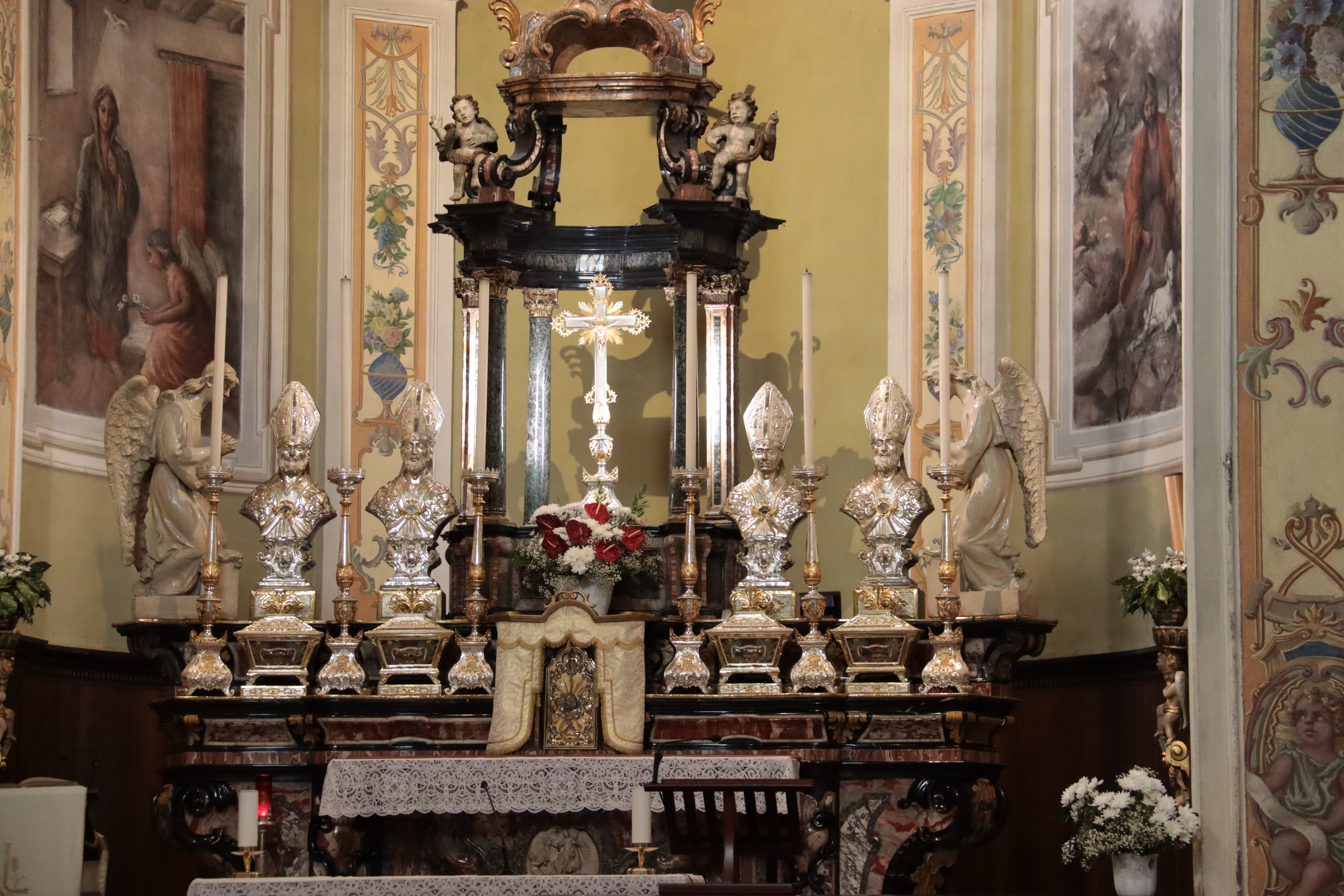
Altare
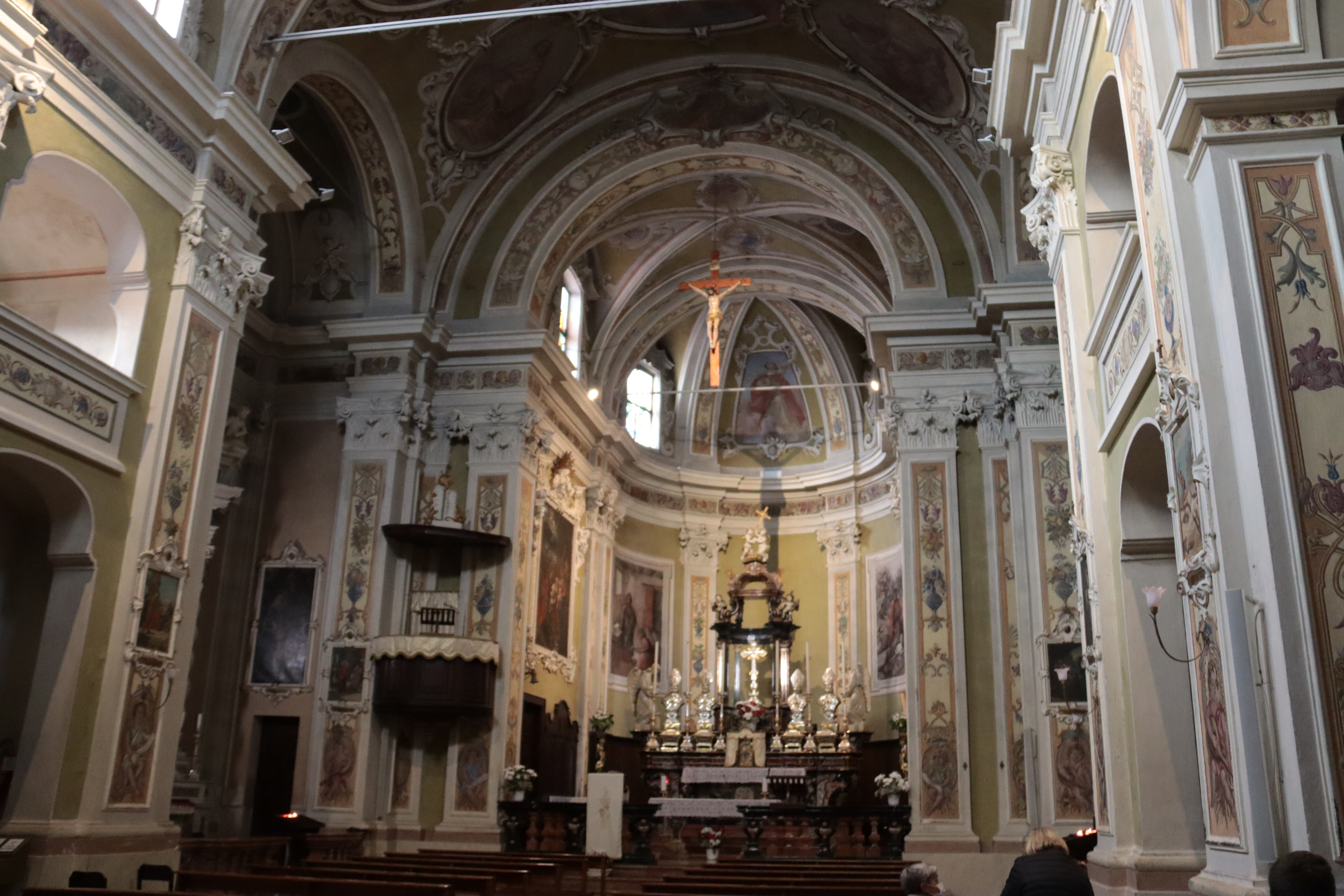
Veduta dell'interno.